# Фанья, Джонатан
Джонатан Рафаэль Фанья Фриас (исп. Jonathan Rafael Faña Frías; 11 апреля 1987, Мока, Доминиканская Республика) — доминиканский футболист, центральный нападающий. Выступал за сборную Доминиканской Республики.

## Клубная карьера
Фанья начал свою карьеру в клубе «Мока», в сезоне 2004/05 с 16 мячами став лучшим бомбардиром высшей лиги Доминиканской Республики.
В 2006 году Фанья перебрался в клуб Про-лиги Тринидада и Тобаго «Дабл-Ю Коннекшн». Вместе с тринидадским клубом выиграл Карибский клубный чемпионат 2006. В сезоне Про-лиги 2007 года, утвердившись в роли игрока стартового состава, забил 9 мячей, в последующих сезонах 2008 и 2009 — по 10. Фанья привёл «Дабл-Ю Коннекшн» к победе в Карибском клубном чемпионате 2009 — стал лучшим бомбардиром турнира с шестью мячами, в том числе забил оба гола своей команды в финале против «Пуэрто-Рико Айлендерс» 17 мая 2009 года, завершившемся со счётом 2:1 — и таким образом вывел в Лигу чемпионов КОНКАКАФ 2009/10. В семи матчах Лиги чемпионов забил пять мячей, включая хет-трик в ворота гватемальского «Комуникасьонеса» 24 сентября 2009 года, принесший сухую победу 3:0. Его выступления в континентальном турнире привлекли интерес со стороны клубов Центральной и Северной Америки, среди которых были «Шелаху» из чемпионата Гватемалы и «Нью-Йорк Ред Буллз» из MLS. Также Фанья помог «Дабл-Ю Коннекшн» завоевать инаугуральный Goal Shield Тринидада и Тобаго, став лучшим бомбардиром турнира с пятью мячами, в том числе забив два из трёх безответных голов «Дефенс Форсу» в финальном матче 26 июня 2009 года. 2009 год он завершил в общей сложности с 26 забитыми мячами на всех соревнованиях.
В феврале 2010 года клуб «Пуэрто-Рико Айлендерс» взял Фанью в аренду на один сезон с возможностью выкупа. Пропустив несколько первых месяцев сезона из-за травмы, Фанья дебютировал во втором профессиональном дивизионе США 26 июня 2010 года, выйдя на замену, в матче против «Рочестер Райнос». Его аренда была продлена на сезон 2011, а с сезона 2012 он перешёл в «Айлендерс» на постоянной основе.
В октябре 2012 года вернулся на родину, присоединившись к клубу «Баухер».
В январе 2013 года Фанья подписал контракт с клубом сальвадорской Примеры «Альянса».
В декабре 2013 года Фанья вернулся в Североамериканскую футбольную лигу, подписав контракт с «Сан-Антонио Скорпионс» на сезон 2014.
Вторую половину 2014 года провёл в «Моке».
В январе 2015 года после профессионализации доминиканского чемпионата Фанья подписал контракт с «Баухером».
В сентябре 2015 года Фанья подписал контракт с клубом «Сибао» на сезон 2016.
Во второй половине 2016 года Фанья выступал за клуб Лиги Панаменья «Арабе Унидо».
В 2017 году вновь играл за «Моку».
В 2018 году являлся игроком клуба «Атлетико Пантоха».
В мае 2019 года подписал контракт с клубом «Атлетико Сан-Франсиско».

## Международная карьера
Фанья за сборную Доминиканской Республики дебютировал 29 сентября 2006 года в матче первого квалификационного раунда Карибского кубка 2007 против сборной Бермудских Островов, забив в этом же поединке свой первый гол за национальную сборную.
Список голов за сборную Доминиканской Республики
| №  | Дата             | Место                                                                              | № матча | Соперник                        | Счёт | Результат | Турнир                                |
| -- | ---------------- | ---------------------------------------------------------------------------------- | ------- | ------------------------------- | ---- | --------- | ------------------------------------- |
| 1  | 29 сентября 2006 | Лайонел Робертс Парк, Шарлотта-Амалия, Американские Виргинские Острова             | 1       | Бермуды                         | 1:3  | 1:3       | Карибский кубок 2007                  |
| 2  | 1 октября 2006   | Лайонел Робертс Парк, Шарлотта-Амалия, Американские Виргинские Острова             | 2       | Американские Виргинские острова | 2:1  | 6:1       | Карибский кубок 2007                  |
| 3  | 1 октября 2006   | Лайонел Робертс Парк, Шарлотта-Амалия, Американские Виргинские Острова             | 2       | Американские Виргинские острова | 3:1  | 6:1       | Карибский кубок 2007                  |
| 4  | 1 октября 2006   | Лайонел Робертс Парк, Шарлотта-Амалия, Американские Виргинские Острова             | 2       | Американские Виргинские острова | 4:1  | 6:1       | Карибский кубок 2007                  |
| 5  | 1 октября 2006   | Лайонел Робертс Парк, Шарлотта-Амалия, Американские Виргинские Острова             | 2       | Американские Виргинские острова | 6:1  | 6:1       | Карибский кубок 2007                  |
| 6  | 8 июля 2011      | Панамерикано, Сан-Кристобаль, Доминиканская Республика                             | 10      | Ангилья                         | 2:0  | 2:0       | Отборочный матч ЧМ-2014               |
| 7  | 10 июля 2011     | Панамерикано, Сан-Кристобаль, Доминиканская Республика                             | 11      | Ангилья                         | 4:0  | 4:0       | Отборочный матч ЧМ-2014               |
| 8  | 11 октября 2011  | Андре Кампервен, Парамарибо, Суринам                                               | 15      | Суринам                         | 1:0  | 3:1       | Отборочный матч ЧМ-2014               |
| 9  | 27 сентября 2012 | Кенсингтон Овал, Бриджтаун, Барбадос                                               | 19      | Доминика                        | 1:1  | 2:1       | Отборочный матч Карибского кубка 2012 |
| 10 | 27 сентября 2012 | Кенсингтон Овал, Бриджтаун, Барбадос                                               | 19      | Доминика                        | 2:1  | 2:1       | Отборочный матч Карибского кубка 2012 |
| 11 | 23 октября 2012  | Рене Серж Набажот, Лез-Абим, Гваделупа                                             | 20      | Гваделупа                       | 1:0  | 2:0       | Отборочный матч Карибского кубка 2012 |
| 12 | 23 октября 2012  | Рене Серж Набажот, Лез-Абим, Гваделупа                                             | 20      | Гваделупа                       | 2:0  | 2:0       | Отборочный матч Карибского кубка 2012 |
| 13 | 27 октября 2012  | Рене Серж Набажот, Лез-Абим, Гваделупа                                             | 22      | Пуэрто-Рико                     | 1:0  | 3:1       | Отборочный матч Карибского кубка 2012 |
| 14 | 27 октября 2012  | Рене Серж Набажот, Лез-Абим, Гваделупа                                             | 22      | Пуэрто-Рико                     | 2:0  | 3:1       | Отборочный матч Карибского кубка 2012 |
| 15 | 7 декабря 2012   | Антигуа Рикриэйшн Граунд, Сент-Джонс, Антигуа и Барбуда                            | 23      | Антигуа и Барбуда               | 2:1  | 2:1       | Карибский кубок 2012                  |
| 16 | 24 марта 2013    | Панамерикано, Сан-Кристобаль, Доминиканская Республика                             | 26      | Республика Гаити                | 2:0  | 3:1       | Товарищеский матч                     |
| 17 | 7 сентября 2014  | Антигуа Рикриэйшн Граунд, Сент-Джонс, Антигуа и Барбуда                            | 32      | Ангилья                         | 4:0  | 10:0      | Отборочный матч Карибского кубка 2014 |
| 18 | 7 сентября 2014  | Антигуа Рикриэйшн Граунд, Сент-Джонс, Антигуа и Барбуда                            | 32      | Ангилья                         | 8:0  | 10:0      | Отборочный матч Карибского кубка 2014 |
| 19 | 8 октября 2014   | Ато Болдон, Кува, Тринидад и Тобаго                                                | 33      | Тринидад и Тобаго               | 1:6  | 1:6       | Отборочный матч Карибского кубка 2014 |
| 20 | 12 октября 2014  | Ато Болдон, Кува, Тринидад и Тобаго                                                | 35      | Сент-Люсия                      | 1:0  | 3:2       | Отборочный матч Карибского кубка 2014 |
| 21 | 12 октября 2014  | Национальный стадион, Гамильтон, Бермудские Острова                                | 39      | Бермуды                         | 1:0  | 1:0       | Отборочный матч Карибского кубка 2014 |
| 22 | 7 июня 2016      | Олимпийский стадион имени Феликса Санчеса, Санто-Доминго, Доминиканская Республика | 40      | Французская Гвиана              | 1:1  | 2:1       | Отборочный матч Карибского кубка 2017 |
| 23 | 7 июня 2016      | Олимпийский стадион имени Феликса Санчеса, Санто-Доминго, Доминиканская Республика | 40      | Французская Гвиана              | 2:1  | 2:1       | Отборочный матч Карибского кубка 2017 |
| 24 | 28 августа 2016  | Панамерикано, Сан-Кристобаль, Доминиканская Республика                             | 41      | Пуэрто-Рико                     | 2:0  | 5:0       | Товарищеский матч                     |

## Достижения
Клубные
 «Дабл-Ю Коннекшн»
- Победитель Карибского клубного чемпионата: 2006, 2009
- Обладатель Кубка лиги Тринидада и Тобаго: 2006, 2007, 2008
- Обладатель Pro Bowl[англ.]: 2007
- Обладатель Goal Shield[англ.]: 2009

 «Пуэрто-Рико Айлендерс»
- Чемпион второго профессионального дивизиона[англ.] 2010
- Победитель Карибского клубного чемпионата: 2010, 2011

 «Мока»
- Чемпион Liga Mayor: 2014

 «Баухер»
- Победитель регулярного чемпионата Доминиканской лиги футбола: 2015

 «Сибао»
- Обладатель Доминиканского кубка по футболу[англ.]: 2015

 «Арабе Унидо»
- Чемпион Панамы: 2016 (апертура)

 «Атлетико Пантоха»
- Победитель Карибского клубного чемпионата: 2018

Индивидуальные
- Лучший бомбардир Liga Mayor: 2004/05 (16 мячей)
- Лучший бомбардир Карибского клубного чемпионата: 2009 (6 мячей), 2011 (4 мяча)
- Лучший бомбардир Goal Shield[англ.]: 2009 (5 мячей)
- Лучший бомбардир Доминиканской лиги футбола: 2015 (17 мячей)
- Лучший бомбардир Доминиканского кубка по футболу[англ.]: 2015 (15 мячей)